# Ed Lay
Ed Lay (ur. 20 lutego 1981 w Ipswich) – brytyjski perkusista, od 2003 roku członek zespołu rockowego Editors.    

## Życiorys
Dorastał w Ipswich, gdzie uczęszczał do Northgate High School. Na perkusji zaczął grać w orkiestrze marszowej, a gdy chodził do liceum próbował też swoich sił na gitarze. W tym czasie grał m.in. w grupie Mantilla. Po ukończeniu szkoły pracował przez rok w Customs & Excise, po czym rozpoczął studia z technologii muzycznej na Uniwersytecie Staffordshire. Na studiach poznał Toma Smitha, Chrisa Urbanowicza i Russella Leecha, późniejszych członków grupy Editors.
W 2003 roku został członkiem zespołu Snowfield (od 2004 roku Editors), zastępując jako perkusistę Gerainta Owena. Wszyscy członkowie zespołu po ukończeniu studiów jesienią 2003 roku przenieśli się do Birmingham, aby działać w zespole na pełen etat.
Z zespołem wydał wszystkie jego albumy studyjne: w 2005 roku The Back Room, dwa lata później An End Has a Start, w 2009 roku In This Light and On This Evening, w 2013 roku The Weight of Your Love, dwa lata później In Dream, w 2018 roku Violence i cztery lata później EBM.
W sierpniu 2013 roku zaczął używać instrumentów firmy Sonor, a w związku z nagraniem albumu EBM do swojego instrumentarium dołożył perkusję elektroniczną.

## Dyskografia
- The Back Room (2005)
- An End Has a Start(inne języki) (2007)
- In This Light and On This Evening(inne języki) (2009)
- The Weight of Your Love (2013)
- In Dream (2015)
- Violence(inne języki) (2018)
- EBM(inne języki) (2022)